# Электродная улица (Москва)

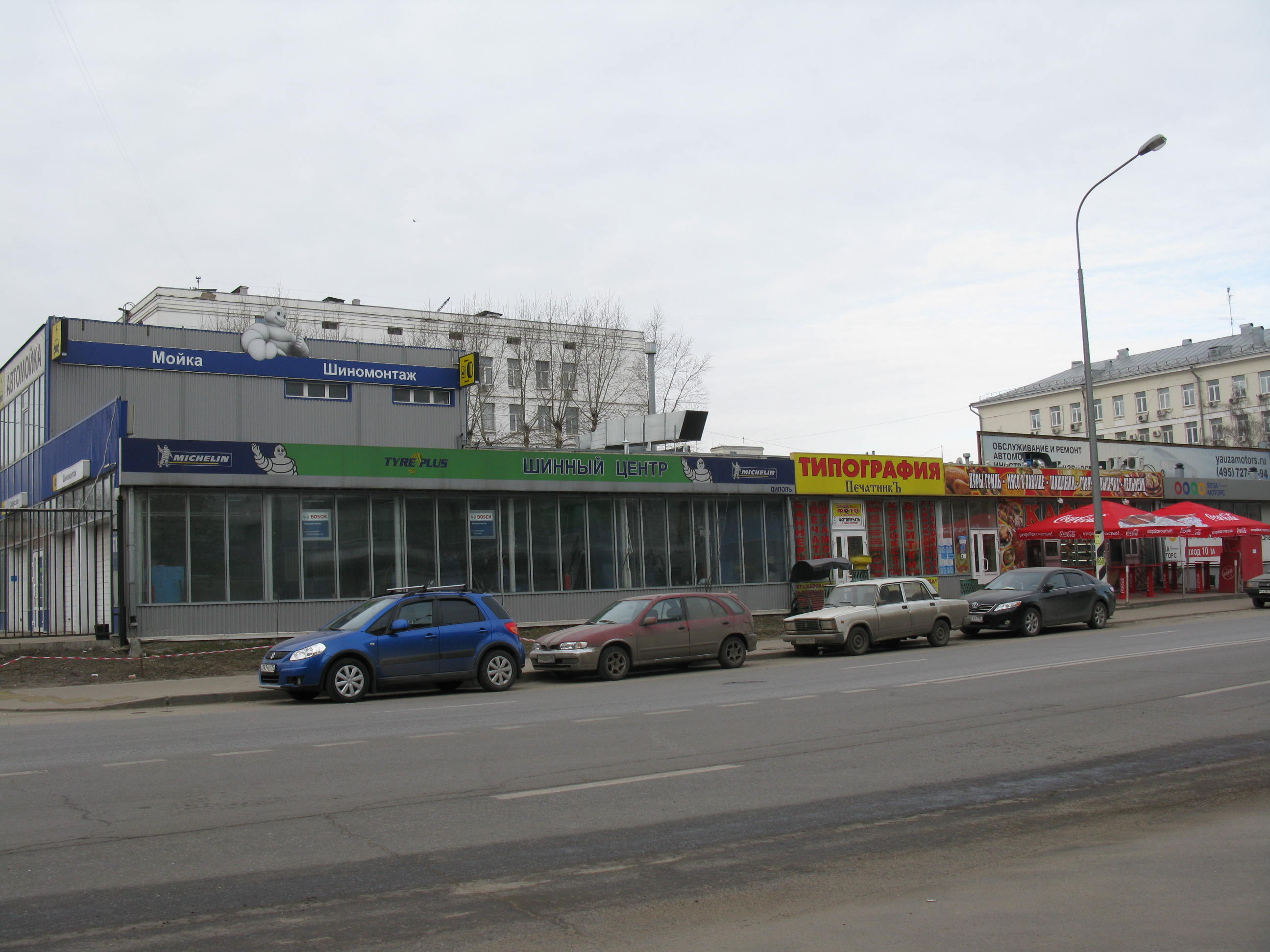
Вид на Электродную улицу

Электро́дная у́лица — улица, расположенная в Восточном административном округе города Москвы на территории района Перово.

## История
Улица получила современное название 30 августа 1950 года по территориальной близости к Московскому электродному заводу; до этого называлась Первома́йская у́лица — по идеологическим соображениям.

## Расположение
Электродная улица проходит от шоссе Энтузиастов на юго-восток до Перовской улицы; с юго-запада к Электродной улице примыкает Электродный переулок. Между шоссе Энтузиастов, Электродной улицей и улицей Плеханова расположен Владимирский пруд. Нумерация домов начинается от Шоссе Энтузиастов.

## Примечательные здания и сооружения
По нечётной стороне:
По чётной стороне:

## Транспорт

### Автобус
- 83: от шоссе Энтузиастов до Перовской улицы
- 254: от шоссе Энтузиастов до 3-го Плехановского переулка и обратно
- 659: от шоссе Энтузиастов до Перовской улицы и обратно

### Метро
- Станция метро «Шоссе Энтузиастов» Калининской линии — у северного конца улицы, на шоссе Энтузиастов

### Железнодорожный транспорт
- Станция МЦК «Шоссе Энтузиастов» — у северного конца улицы, на шоссе Энтузиастов